# Епитафи Обрадовићима на гробљу Рајковача у Ртарима
Епитафи Обрадовићима на гробљу Рајковача у Ртарима представљају драгоцена епиграфска и фамилијарна сведочанства преписана са старих надгробних споменика у доњодрагачевском селу Ртари, Oпштина Лучани.
Обрадовићи су потомци старих Јелисијевића. Браћа Обрад и Радич Миловановић уписана су у чибучком дефтеру из 1824. године.
По породичном предању, Обрад се призетио у кућу Радивоја Вране, чији су потомци, узимајући презиме по имену оца, формирали фамилију Обрадовић. Обрад је имао синове Филипа и Илију. Филип није оставио потомство, а други Обрадов син, Илија, са супругом Савом имао је шест синова: Петра, Василија, Дмитра, Панта, Танасија и Милана, од којих се грана бројно потомство.
Најстарији Илијин син Петар био је утицајна личност: преко двадесет година био је председник суда општине дучаловачке, чувен по строгости. Био је велики присталица Обреновића и један од утицајних чланова Напредњачке странке.
Драгутин, син Милована и Персе Обрадовић, дуго година био је деловођа и председник општине дучаловачке између два светска рата. Један је од оснивача Кредитне и Земљорадничке задруге у Марковици. Припадао је Радикалној странци.
Многе породице из ове фамилије раселиле су се између два светска рата, а нарочито после 1945. године. Обрадовићи данас живе у Ртарима, Придворици, Паковраћу, Парменцу, Чачку, Краљеву, Београду, Лесковцу и Новом Саду. Славе Стевањдан, стару славу Јелисијевића.
Споменик Василију Обрадовићу (†1862)
Овде почива раба божији
ВАСИЛИЈЕ Обрадовић
житељ ртарски
поживио 24 год.
А престави се 18 априла 1862 год
Споменик Стоји Обрадовић (†1863)
Овде почива
СТОЈА
супруга Петра Об(радовића)
пож: 21 г:
умре 10 ное(мбра) 1863 г:
Споменик Филипи Обрадовић (†1869)
ФИЛИПА
прва супруга
Танасија Обрадовића
поживи 24 г
А умре 25 октобра 1869 г.
Споменик Станици Обрадовићу (†1864)
Овде почива раба Божиа
СТАНИЦА
супруга Митра ОБ:
живи 18 го:
1864 г: ЕО
Споменик девојци Николији Обрадовић (†1866)
Девојка
НИКОЛИЈА
кћи поч. Антонија Недовића
умре 17 Г: ж(ивота)
25 апр. 1866 г:
Споменик Илији Обрадовићу (†1866)
О премили србскиј роде
приђи и прочитај и кажи
Бог да прости душу
ИЛИЈЕ Обрадовића
умро је 70 г: Ж:
10 фебр. 1866 год.
Споменик Сави Обрадовић (†1870)
Раба Б.
САВА
супруга почившег
Илије Обрадовића
поживи 60 г.
а умре маја 1870 г.
Споменик писару Пантелији Обрадовићу (†1872)
Овде почива Р: Б:
ПАНТЕЛИЈА
Обрадовић
житељ овд.
бивши писар
Обштине дучаловачке
поживи 30 год.
а умре 26 марта 1872 г.
Споменик Танасију Обрадовићу (†1889)
Овде почива Раб. Божи
ТАНАСИЈЕ Обрадовић
из Ртара
поживи 45. Г
А умре 26 децембра 1889 год.
Бог да му душу прости
Спомен подигоше му синови
Илија и Богосав
Споменик сестрана Пајки и Стајки Обрадовић (†18??)
Овде почивају две сестре
лежи млађа старијој на руке
кћери покој Танасија Обрадовића
поживеше
ПАЈКА 8 г.
Стајка 4 г.
Умреше на Богојављење
једног часа преселише се у вечни дом.
Спомен подиже им брат Илија
Споменик Милораду Обрадовићу (†1896)
ИС ХР НИ КА
Приђи ближe мој рођени братe
никад нисам ја мрзио нате
нежалите труда свога
па поменте брата свога
средњег века најлепшег живота
кога наледна земља крије
тога више међ живима није
Раб Б.
МИЛОРАДА
сина пок. Неранџе Обрадовић из Ртара
умро 1896 г.
Споменик непознатом Обрадовићу (†18??)
Брате мили
земног света живи
немој свога пожалити труда
штоћеш овде мало застанути
име моје и редом житије прочитати
лепо разумети ко почива у моме гробу
Кога црна земља овде скрива
средњем веку најлепшег
живота Бога да му душу опрости... (текст нечитљив)
Споменик ђаку Богосаву Обрадовићу (†1892)
Овде почива раб
БОГОСАВ
син Танасија Обрадовића
ђак 1 разреда
поживи 11 год.
умре 16 јануара 1892 г.
Спомен подигну ми брат Илија
Споменик деветомесечној Кристини Обрадовић (†1900)
Овде
КРИСТИНА
кћи Новице Обрадовића
умре од 9 месеци
1900 год.
Споменик Петру Обрадовићу (†1904)
ИС ХР
Пред спомеником
у мрачном гробу
тихо почивају
самртни остатци:
дична Срба
и добра домаћина
ПЕТРА Обрачевића
рођен 1822 г.
као поштен грађанин
овог села и бившег
Председника 20: год.
општине Дучаловачке
умро је 21 јануара 1904 год.
Бог да му душу прости.
Овај спомен подиже му
син Јован и унук Обрад
Споменик Неранџи Обрадовић (†19??)
Овде почив(а) тело Р-Б
НЕРАНЏЕ
супруге Петра Обрадовића
из Ртара поживи 70 год...
(даље нечитљиво)
Споменик једногодишњој Видосави Обрадовић (†1906)
Овде
ВИДОСАВА
кћи Илие Обрадовића
умре од 1 г.
9 јула 1906 г.
Спомен подиже отац
Споменик Новици Обрадовићу (†1862)
Пред овим спомеником
почивају земни остатци
НОВИЦЕ Обрачевића из Ртара
који поживи 46. год.
А престависе у вечност
28 Априла 1909 Г:
Бог да му душу прости
Споменик једногодиђњој Тинки Обрачевић (†1908)
ТИНКА
кћерка
Василија Обрачевића
из Ртара
умре од 1 год.
5 Августа 1908 г.
Споменик пинтеру Дмитру Обрадовићу (†1912)
У овом мрачном гробу
А вечном дому
тихо почива тјело
ДМИТРА Обрадовића
поштованог грађанина
и домаћина из овога села Ртара
који је поживијо 82 године
А престави се у вечност
10 марта 1912. Г.
Поштовани отац
нека тије алал овај дар
који ти прилажем
нека ти је лака земља
коју ти прах костију покрива.
Бог да ти душу опрости.
Спомен подиже син Сретен
Написаше Милан Милићевић
и Драгутин Кириџић
обадва из Лисе
(Бивши пинтер)
Споменик војнику Милутину Обрадовићу (†1914)
Овде почива
никад не заборављени
мили син
МИЛУТИН Обрадовић
војник I чете I батаљона 11 пешад. пука
који положи свој млади живот
за добро отаџбине
у 22 год. своје младости.
Рањен на Торлаку код Београда 1 децембра
А умро у Крушевцу у Болници
8 децембра 1914 год.
а тело му пренето и сахрањено овде.
Бог да му душу прости.
Овај спомен подигоше му брат Живојин
мајка Круна и сна Миља
Споменик четворогодишњем Милисаву Обрадовићу (†1915)
Овде почива младенац
МИЛИСАВ
син Сретена и Јелице Обрадовић из Ртара
рођен 8 децембра 1911. г.
А умро 10 марта 1915. Г.
Овај спомен подиже му отац Сретен и мајка Јелица.
Споменик двогодишњој Селени Обрадовић (†1915)
Овде почива младенац
СЕЛЕНА
ћер Сретена и Јелице Обрадовић из Ртара
рођена 15 маја 1913
а умрла 17 марта 1915 год.
Овај спомен подигоше јој баба Јелисавка
и отац Сретен.
Споменик Радулки Обрадовић (†1916)
Овде почива
РАДУЛКА Обрачевић
кћер Миље и Василија Обрачевића из Ртара
Умрла 1 марта 1916 год.
Овај спомен подигоше јој мајка Миља
и чича Живојин
Споменик трговцу Обраду Обрадовићу (†1918)
ОБРАД Обрадовић
трг. из Гуче
рођен 4. децембра 1887 год.
Умро 6 априла 1918 год.
Споменик Јовану Обрадовићу (†1918)
Овде почива
ЈОВАН Обрадовић из Ртара
који поживи 62 год.
а престави се у вечност
26 октобра 1918 год.
Бог да му душу прости
Овај спомен подигоше му синови
Милоје и Младен
Споменик Миљки Обрадовић (†1924)
Овде почива
МИЉКА
супруга Јована Обрадовића из Ртара
која поживи 59 год.
а престави се у вечност 20 децембра 1924 год.
Бог да јој душу прости.
Овај спомен подигоше јој синови
Милоје и Младен
Споменик Обрадовићима: Илији (†1939), Јелисавети (†1912), Радовану (†1926) и Милану (†1920)
Овде почива
ИЛИЈА Обрадовић
рођен 18-Х-1876. г.
А престави се у вечност
28-II-1939. г.
ЈЕЛИСАВЕТА
мати његова пресели се на Божић. 1912. г.
РАДОВАН син поживи ....
20 година
сахрањен у манастиру Јошаница 1926 г.
МИЛАН син младенац пресели се 1920 године
један дан после крштења вечни спомен.
Охатан јеже избрал и пријал јеси Господи
Спомен подиже супруга и мати
Драгиња са синовима.
Споменик Јелисавки Обрадовић (†1928)
Овде почива
ЈЕЛИСАВКА
супруга пок. Дмитра Обрадовића из Ртара
која поживи часно и поштено
65 год. својега живота
а престави се у вечност 2 фебруара 1928 г.
Бог да јој душу опрости
Овај спомен подиже јој син Сретен
за успомену и дуго сећање својој мајци
Споменик Стани Обрадовић (†19??)
ИС ХР
Овде вене СТАНА
кћи Радосава и Милијане Обрадовић.
Споменик четворогодишњој Касији Обрадовић (†1931)
Овде вене зелени цвет
КАСИЈА
кћи Светозара и Радојке Обрадовић из Ртара
поживи 4 г.
а престави се у вечност 6. Октобра 1931 год.
Бог да јој душу прости.
Спомен јој подигоше родитељи
Споменик шестогодишњем Здравку Обрадовићу (†1932)
ЗДРАВКО Обрадовић
рођен 20.ХI.1926
+ 7.Х.1932 г.
Спомен подижу родитељи
мајка Милијана и отац Радосав
Споменик деци Обрадовића Радмили, Радомиру и Надежди
Под овим спомеником
леже три увела цвета
који се не наживеше овог света
РАДМИЛА
и РАДОМИР
поживеше 2 године
НАДЕЖДА
4 г.
Овај спомен подигоше родитељи
Средоје и Љубинка Обрадовић
Ртари 1933 г.
Споменик Персиди Обрадовић (†1938)
Овде почива ПЕРСИДА
супруга пок. Милована Обрадовића из Ртара.
Часно поживи 68 год.
а умрла је 2. августа 1938. год.
Својој доброј и праведној мајци
и доброј кућевници
Овај спомен подигоше јој синови
Драгутин, Радослав и Светозар
кћери Ленка и Душанка
снаја Милијана
Споменик Дуњи Обрадовић (†1946)
У овом гробу почива тело
неуморне раднице пок.
ДУЊЕ
супруге пок. Тодора Станковића из Придворице
поживи 75 г.
а умре 1946. године.
Спомен подигоше јој за вечну успомену
ћерка Радојка и зет Светозар Обрадовић из Ртара
са децом у 1961 години.
Споменик Драгињи Обрадовић (†1947)
ДРАГИЊА
супруга Илије Обрадовића
рођена 15-ХI-1877. г.
а престави се у вечност З-Х-1947. год.
као добра мајка кућевница и радница
поживи 70 г.
Бог да јој душу опрости.
Спомен подигоше синови
Добривоје, Милун и Ратко
унук Здравко снахе Косана и Десанка
Споменик деведесетогодишњој Круни Обрадовић (†1955)
У мрачном гробу вечном двору
почивају земни остатци пок.
КРУНА
супруга Новице Обрадовића из Ртара
рођена 1864 умре 23.IX.1955.
поживи 91.г.
Овај спомен подиже јој за вечиту успомену
унука од сина Вида и зет Милан
праунуци Драгутин и Јордан Вранићи
1955 г.
Споменик Сретену Обрадовићу (†1951)
Овде почива тело
СРЕТЕНА Обрадовића из Ртара
поштеног грађанина овог села
и ратног војног инвалида
који поживи 58 год.
престави се у вечност 21-1.1951 год.
После дужег боловања.
Бог да му душу прости.
Спомен подигоше му супруга Јелица
синови Миленко Чедомир и Дмитар.
Споменик Јелици Обрадовић (†1965)
Овде почива
ЈЕЛИЦА
супруга пок. Сретена Обрадовића из Ртара
као добра домаћица и радница за пример
поживи 71 г.
умрла 15-ХI-1965 г.
Бог да јој душу прости
Спомен јој подигоше захвални синови:
Дмитар, Миленко и Чедо
унук Владан и кћи Даница
у 1965 г.